# Skoda 100 mm Model 1916
Skoda 100 mm Model 1916 (100 mm M.16) var en bjerghaubits, som blev brugt at Østrig-Ungarn under 1. Verdenskrig. Tyrkerne brugte en 105 mm variant, M.16(T). Wehrmacht omdøbte den til 10 cm GebH 16 eller 16(ö). Kanoner anskaffet fra Italien, efter 1943, blev kaldet 10 cm GebH 316(i); de som blev købt fra Tjekkoslovakiet blev kaldt 10 cm GebH 16(t). Italienerne omtalte våben, som enten var erobret eller modtaget som krigsskadeerstatning som Obice da 100/17 modello 16. Kanonen kunne deles i tre dele, som så kunne transporteres i vogne trukket af to hest. Kanonbesætningen var beskyttet af et skjold. Italienerne brugte lettere projektiler end tjekkerne, hvilket forklarer den længere rækkevidde og mundingshastighed på deres kanoner.